# Sabbio Chiese
Sabbio Chiese (Sàbio in dialetto bresciano) è un comune italiano di 4 104 abitanti della provincia di Brescia in Lombardia.
Fanno parte del comune di Sabbio Chiese le frazioni di Sabbio Sopra, Clibbio e Pavone.
Il comune appartiene alla Comunità montana della Valle Sabbia.

## Geografia fisica

### Territorio
Il comune di Sabbio Chiese si trova in provincia di Brescia, all'incirca a metà strada tra il lago di Garda ed il lago d'Idro. Si apre su una conca caratterizzata da terrazzamenti di sabbia e massi, trasportati dai ghiacciai, depositatisi ai due lati del fiume Chiese, che lo attraversa.

## Storia
Fino al 1864 era denominato semplicemente Sabbio, L'origine del nome deriva dal latino sabulum, sabbia. La specificazione si riferisce alla posizione del luogo sul fiume Chiese.
Alcuni utensili in selce sono stati rinvenuti in contrada Pavone; oggetti del neolitico in grotte sul versante nord-ovest del Monte Selvapiana; una fibula in bronzo nel centro del paese. Di qui passarono Etruschi, Reti e Celti. Il paese divenne centro della dominazione romana nella valle; tale epoca è attestata da tre epigrafi catalogate da Theodor Mommsen e da alcune sepolture romano-barbariche sulla "Strada del Bosco" verso Odolo.
La chiesa più antica sarebbe quella di Pavone, dedicata a San Giovanni Battista; è solo leggenda che qui fosse la prima pieve, trasferita poi a Provaglio per maggior sicurezza da alluvioni e invasioni. La Rocca ebbe un ruolo nel sistema difensivo della valle e fu coinvolta nei principali eventi, dal passaggio di Federico Barbarossa nel 1162 a quello di Federico II di Svevia nel 1238, fino a Mastino I della Scala e Bernabò Visconti (1362). Il riordinamento amministrativo visconteo (1385) collocò Sabbio nella quadra di Valle Sabbia; dopo il 1427 Venezia lo aggregò alla quadra di Montagna.
Nella prima metà del '500 Sabbio assistette all'occupazione francese, seguita da una breve reggenza militare spagnola e dal passaggio dei lanzichenecchi, che spogliarono la parrocchiale di San Michele.

### Simboli
dello stesso, accostato da due alabarde, pure d'oro, manicate dello stesso, poste l'una in banda, l'altra in sbarra, convergenti, il tutto fondato su un monte all'italiana d'oro, di dieci colli posti 1, 2, 3, 4, uscente dalla campagna d'oro. Ornamenti esteriori da Comune.»
Lo stemma del Comune è costituito da uno scudo appuntato detto sannitico, con pezza araldica campagna che occupa la parte inferiore a rappresentare un prato verde/giallo su cui insistono 10 covoni di fieno sormontati da un rastrello affiancato da due alabarde. Una corona araldica di comune sovrasta lo scudo mentre un ramo di ulivo ed un ramo di quercia, uniti da un nastro rosso, lo contornano a simboleggiare pace, forza e laboriosità.
Il gonfalone è costituito da un drappo blu cobalto al cui centro campeggia lo stemma del Comune sovrastato dalla scritta “COMUNE DI SABBIO CHIESE” e contornato da un motivo floreale argenteo.
Lo stemma del Comune di Sabbio Chiese, che è anche simbolo della Valle; venne ordinato nel 1909 al pittore Giovanni Vernini da Salò per la somma di 500 Lire. L'opera di restauro, fatta circa 20 anni fa, fu affidata ad Achille Lazzari.

## Monumenti e luoghi d'interesse

### La Rocca

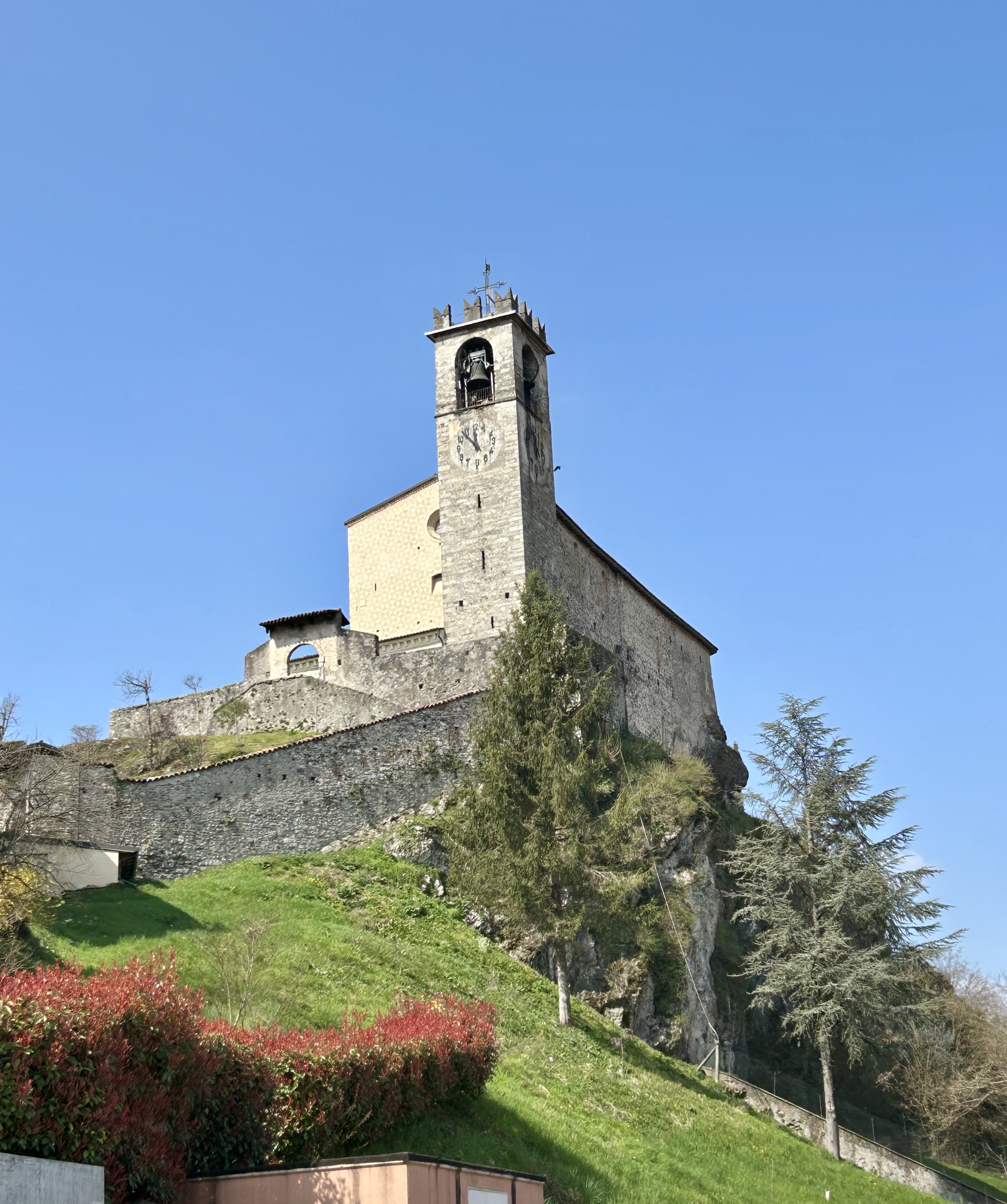
La Rocca di Sabbio Chiese vista da via Antonio Zani

#### Storia
Al centro del paese, su una rupe di roccia dolomitica che si erge alcune decine di metri sopra il letto del fiume Vrenda, sorge la "Rocca".
Dalla sommità dell'edificio, in posizione dominante sul resto del paese, con lo sguardo è possibile abbracciare gran parte della media Valle Sabbia. Elemento architettonico caratterizzante, l'edificio sorse tra il IX e il X secolo. Probabilmente in origine la "Rocca" era un semplice terrapieno protetto da palizzate che successivamente si trasformò in bastione o fortezza militare, destinato a dare rifugio ai sabbiensi contro le invasioni di passaggio così frequenti nel Medioevo. Tra il XII ed il XIII secolo, Sabbio Chiese e la Valle Sabbia sono teatro delle continue tensioni e scontri tra le fazioni dei Guelfi e dei Ghibellini.
Il Vaglia riferisce che nel 1330 la Rocca venne occupata dai ghibellini di Mastino I della Scala, signore di Verona, ma le vicende belliche la restituirono presto ai guelfi comandati da Tebaldo Graziotti di Vestone.
Successivamente, per tutto il 1400, Sabbio Chiese segue il destino dell'intera Valle ed assiste al conflitto ed alle lotte fra il Ducato di Milano e la Repubblica di Venezia, ed è periodicamente oggetto di tentativi di saccheggio a causa dell'incessante passaggio dei diversi eserciti.
La Repubblica di Venezia, che ormai controlla la Valle Sabbia, decide la riorganizzazione del sistema difensivo dei propri territori. Alla fine del XV secolo i veneziani decidono di privilegiare la ristrutturazione ed il rinforzo della Rocca d'Anfo, decretando pertanto la fine della funzione militare e politica delle altre fortezze della Valle, tra cui la "Rocca".
Inizia così la trasformazione della Rocca in santuario dedicato alla Beata Vergine del Campanile (1527) mentre nel 1588, con bolla pontificia, l'edificio viene eletto ad oratorio non consacrato.
Anche se ha ormai terminato da secoli il suo compito di difesa ed è ormai trasformata in edificio di culto e di preghiera, ancora oggi è possibile identificare nell'architettura della Rocca alcune parti dell'originario bastione: ad esempio il massiccio portone d'accesso, con posto di guardia e feritoie, le imponenti colonne all'ingresso e parte della scalinata interna.

#### Struttura dell'edificio e patrimonio artistico

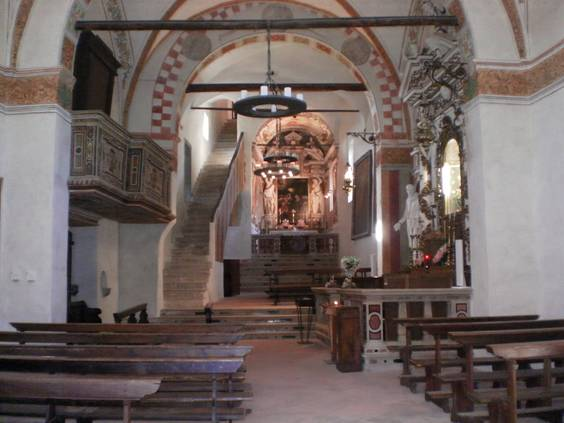
Interno Rocca

All'attuale edificio si accede partendo dalla sottostante piazza Rocca.
Si salgono i 107 scalini della scalinata e, attraversando alla sommità il massiccio portone militare, si accede al piccolo sagrato antistante la chiesa.
All'inizio della scalinata da segnalare la cinquecentesca Chiesetta di San Pietro, in passato utilizzata come ospizio e poi scuola elementare. 
Nella roccia su cui sorge l'edificio sono stati scavati cunicoli sotterranei e prigioni. Successivamente nella prima metà del Cinquecento l'edificio fu risistemato e trasformato in oratorio.
Dal sagrato posto in cima alla balza è possibile accedere alla chiesa oltrepassando il pesante portone che la cela. La struttura dell'edificio è estremamente originale e si articola in due chiese sovrapposte, entrambe dedicate all'Annunciazione.
Nella chiesa inferiore, di forma decisamente irregolare, si trovano due altari, uno laterale ed un altro centrale, arricchiti da sculture lignee policrome, opera della bottega dei Boscaì, antichi e celebri intagliatori valsabbini.
Sfortunatamente parte di questo patrimonio artistico venne gravemente danneggiato da un incendio scoppiato nel 1958.
Nella cantoria in legno osserviamo tre immagini e fra queste la Maternità, che mostra sullo sfondo il paesaggio di Sabbio con la rocca.
Dal fondo della navata e dal lato della sacrestia, attraverso due scale poste una a destra ed una a sinistra, è possibile salire fino alla parte superiore.
Qui l'abside appare protetta da un cancello in ferro battuto che risale ai primi del Cinquecento.
Nella nicchia da segnalare l'affresco della Vergine col Bambino, con ai lati quattro statue dei Profeti.
Nel volto numerosi affreschi: Annunciazione, Visitazione, Incarnazione, Maternità, Morte di Maria.
Alle pareti delle due navate riconosciamo ex voto cinquecenteschi ormai deteriorati, uno dei quali raffigura San Aio.
Una porticina introduce al campanile, che verosimilmente nel passato fu torre di vedetta e venne eretto nel Cinquecento, quando già alloggiava un orologio.
Il porticato esterno settecentesco, infine, è caratterizzato da colonne di marmo.

### Museo della civiltà contadina e dei mestieri
Il museo si trova nella ex-chiesetta di S. Nicola da Tolentino, ai piedi del Santuario della Madonna della Rocca, ben visibile dalla Statale oltre il fiume Chiese.
Nella navata sono disposti, secondo una progressione di aree a tema, gli oggetti relativi all'agricoltura, all'allevamento, alle arti tessili, ai mestieri del falegname, fabbro, calzolaio, macellaio, muratore, postino, stagnaro, oste, conciatore, apicoltore, etc.
Una stanza a soppalco ospita gli oggetti tipici della vita domestica della famiglia contadina : utensili per cucinare e relativi al focolare, ed oggetti relativi alla camera da letto. Nel portico sottostante trovano posto altri strumenti dell'agricoltore ed un barroccino (calesse da passeggio), mentre in una stanza adiacente sono sistemati gli strumenti per la produzione casalinga del vino e dei latticini.
Di grande interesse è la dimostrazione di lavorazione al telaio, da gomitoli di lana vengono creati coloratissimi tappeti, è previsto per il futuro la dimostrazione completa del ciclo della lavorazione della lana.

### Chiesa di San Michele

#### Storia
Verso il 1000 si costruì una chiesa dedicata a S. Michele.

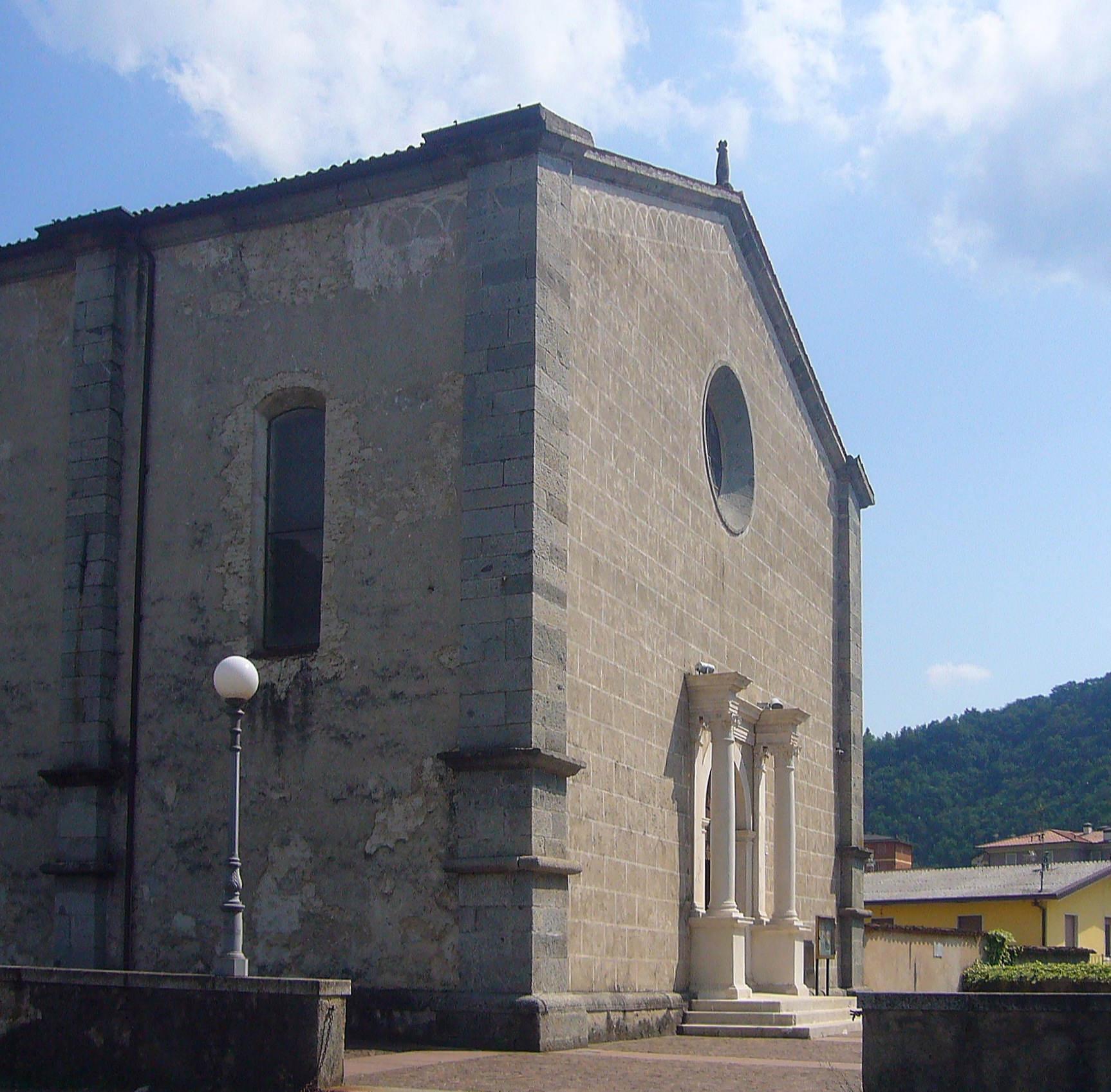
La chiesa di San Michele Arcangelo

La struttura della chiesa si presenta particolarmente ordinata ed equilibrata: nella facciata che segue lo schema a capanna del tetto (munita di contrafforti laterali, di un rosone e di un oculo tondo), si inserisce un portale cinquecentesco. Sulle pareti laterali vi sono dei contrafforti di pietra squadrata e si aprono finestre allungate, concluse in alto da archi inflessi. I contrafforti sono separati da due cornici che ribadiscono a breve distanza le normali conclusioni della bassa zoccolatura. Lo stile armonico e severo del romanico lombardo, sembra cessare con l'affermarsi della nuova architettura ‘sacra’ promossa dagli Ordini mendicanti, fiorita nel XIII secolo. Un modello semplice in apparenza, ad aula unica o a ‘sala’, derivato da influenze cistercensi, francesi e lombarde; architettura che si limita a riutilizzare strutture preesistenti. Uno stile che si rivelò dominante anche nei confronti delle successive realizzazioni tra il XIV e XV secolo. Diffusione che non espresse episodi architettonici esaltanti, tuttavia «significanti e paradigmatici nella comune voluta riduzione dell'architettura a funzione e struttura, nel superamento del complesso percorso simbolico dei ritmi icnografici e figurativi romanici, verso una spazialità chiara, immediata e non priva di enfasi scenica. Nel corpus delle chiese mendicanti questa. unità di concezione, che potremmo dire meta-architettonica, precede e in un certo senso supera la specificità delle scelte spaziali e formali. In altre parole le chiese mendicanti realizzano tipi e modelli precisi sulla base di una scelta, paradossalmente indifferente alla tipologia, nella quale prevale l'utilizzo dell'architettura come luogo e non più come simbolo».
Temi più complessi sono nella zona absidale «ricavati però anch'essi, si può dire, dalla stessa tradizione artigianale e innestati in un insieme di convincente unità e coerenza. L'interno, purtroppo guastato da una decorazione recente, comporta una serie di cinque campate separate da quattro archi acuti sostenuti da semipilastri. L'imposta è segnata da una piccola cornice. Il profondo coro strutturato in una volta a vela, collegato attraverso una fitta seria di «unghie» ad un sistema di pilastrini che fanno da tramite alla cornice d'imposta, rappresenta probabilmente la fase terminale della costruzione, con mezzi che si possono dire, per questo periferico angolo della provincia, ‘rinascimentali’».
Sulle quadrelle del soffitto è stata più volte segnata la data 1548, sotto la cornice esterna in granito dell'abside centrale si legge 1549, quasi alla base della conchiglia decorativa dell'abside minore a destra è scritto 1551.
Queste date segnano alcune fasi della ricostruzione della chiesa, notizia confermata anche dall'indicazione 1482 figurante sotto al deposito degli olii santi. Sull'ampia abside romanica si è innestata la nuova navata che utilizza il tracciato della vecchia chiesa forse altrettanto ampia. Della chiesa primitiva si sono in parte imitate le forme e lo stile, ma alla nuova costruzione si è probabilmente dato maggiore ampiezza.
La chiesa lungo i secoli ha registrato molte trasformazioni, fortunatamente non furono irrimediabili e, con gli ultimi restauri, si è riusciti in qualche modo a correggerle.

#### Opere d'arte
Nella parrocchiale di San Michele a Sabbio sono certamente del Caylina le quattro lunette con: Phrigia, Eliseus, Helias e Cumea, mentre le altre sono state realizzate da Vittorio Trainini.
Sulla parete di sinistra (voltando le spalle all'ingresso principale) la cappella della Madonna del Rosario è decorata con un'ancona lignea a colonne sormontate da trabeazione e timpano, contiene la pala di Giovan Battista Galeazzi (figlio del pittore Agostino Galeazzi a sua volta allievo del Moretto), opera realizzata nel 1585. La pala di Sabbio è firmata in basso a sinistra: «Johannes Baptista de Galeatijs Brixiensis fecit 1585», olio su tela (185 x 275 cm), in discreto stato di conservazione. Con il tema della Madonna del Rosario il pittore rinnova la pratica dell'ucronia, cioè del mescolare un motivo religioso o mistico con personaggi del presente in un'unica immagine coerente. L'opera è magistralmente dipinta soprattutto nella parte bassa con i gruppi di Santi, cardinali e vescovi, inoltre religiose, Sante e nobili donne colti in atteggiamento devoto.
La Deposizione attribuita a Johannes da Ulma (l'ultimo recente restauro non ha fatto ritrovare alcuna firma) è collocata nell'ancona lignea della cappella di destra (sempre voltando le spalle all'ingresso principale), chiusa in alto a semicerchio, con la croce posta quasi al limite della composizione, il Cristo calato e sorretto da più figure maschili; più in basso, il gruppo con la Madonna e la Maddalena.
Il polittico di San Michele a Sabbio, datato dal Panazza 1548-1551 (anni della ricostruzione della chiesa) è sicuramente opera di Dionisio Brevio; è suddiviso in sei scomparti (in origine trattenuti da una cornice della Bottega dei Boscai: in alto San Lorenzo con san Michele arcangelo e santo vescovo, mentre in basso vi sono San Giovanni Battista, Madonna con Bambino e angeli e San Pietro. Il Panazza assegnava al Brevio soltanto cinque delle sei tavole; la Madonna con Bambino aveva preferito assegnarla ad un artista vicino ai modi di Zenone Veronese. Invece è del Brevio. Infatti se osserviamo il dipinto Ritratto di donna (La Velata) di Palazzo Pitti a Firenze (del 1516), certamente la «Fornarina», e il Ritratto di giovane donna (La Fornarina) (intorno al 1519), della Galleria Nazionale di Roma, opere di Raffaello, e, li raffrontiamo con la Madonna di Sabbio, noteremo una straordinaria somiglianza che non è soltanto palese. La Madonna di Sabbio è un ritratto della senese Margherita Luti, figlia del fornaio della contrada di Santa Dorotea a Roma, amica intima di Raffaello.
Sono del 1940 gli affreschi «Preludio all'istituzione dell'eucaristia» (Abramo che offre il pane e il vino a Melchisedec) e «L'ultima cena».

## Cultura

### Istruzione

#### Musei
In città si trova il Museo stampatori da Sabbio.

### Ricorrenze
- Ogni 10 anni a Sabbio si svolgono le solenni feste decennali in onore della Madonna della Rocca.[6] La tradizione vuole che fossero istituite per ricordare la peste del 1630.  A sabbio le vittime furono poche rispetto ai paesi vicini e questo venne attribuito all'intercessione miracolosa della Madonna.
- Festa della Birra che si svolge nella seconda metà di giugno
- Festa del SS. Redentore a Pavone che si svolge a metà luglio
- Festa di San Lorenzo a Clibbio che si svolge nei giorni vicini al 10 di agosto
- Ferragosto a Sabbio Sopra che si svolge a metà agosto

## Società

### Evoluzione demografica
Abitanti censiti

### Etnie e minoranze straniere
Gli stranieri residenti a Sabbio Chiese al 1º gennaio 2021 sono 400 e rappresentano il 10,1% della popolazione residente. Le nazionalità maggiormente rappresentate sono:
- Marocco 94
- Albania 69
- Burkina Faso 61
- Romania 45
- Senegal 28
- Pakistan 21
- Egitto 17
- Moldavia 15
- Ucraina 8

## Economia
Storicamente sede di attività agricole, tra il XVI e il XVII secolo il paese fu un centro per l'industria stampatrice. Nel XXI secolo l'agricoltura ha assunto un ruolo del tutto marginale, mentre grande impulso hanno preso le attività artigiane di lavorazione dei metalli, soprattutto per la produzione di coltelli e armi da taglio, e le attività commerciali.

## Amministrazione
| Periodo        | Periodo        | Primo cittadino  | Partito      | Carica  | Note   |
| -------------- | -------------- | ---------------- | ------------ | ------- | ------ |
| 12 maggio 1985 | 14 giugno 2004 | Fausto Pelizzari | lista civica | Sindaco |        |
| 14 giugno 2004 | 26 maggio 2014 | Rinaldo Bollani  | lista civica | Sindaco | [ 16 ] |
| 26 maggio 2014 | in carica      | Onorio Luscia    | lista civica | Sindaco | [ 17 ] |